# Ca n'Agustí
Ca n'Agustí és un edifici d'Olzinelles, entitat de població del municipi de Sant Celoni (Vallès Oriental) que forma part de l'Inventari del Patrimoni Arquitectònic de Catalunya. Aquesta casa està situada en una zona rural, rodejada de bosc i camps de conreu. Fou restaurada ja que va ser comprada per un senyor de fora de la vila i la volia com a lloc de segona residència. És un conjunt d'edificis en restauració voltat d'un pati. L'edifici o casa principal és de planta rectangular, consta de planta baixa i dos pisos, i té la coberta plana. La façana és de composició simètrica i està coronada per una barana en la que hi ha un rellotge de sol al mig molt diferent dels normals que solen estar col·locats a la paret. Aquests tenen la forma com de papallona i li falta el ferro del mig que l'identificaria millor. Hi ha restes a la façana de pintura, és a dir, abans devia estar decorada amb pintures que farien sanefes o jocs de colors per a donar-li un aire més senyorial.